# Sambalat
Sanbalat el horonita (en hebreo: סנבלט‎) – o Sambalat I – era un personaje bíblico, dirigente samaritano y oficial del Imperio aqueménida del Gran Irán, que vivió a mediados y fines del siglo V a. C. y fue un contemporáneo de Nehemías.

## Etimología del nombre
En hebreo el nombre es Sanballat (en hebreo: סַנְבַלָּט‎). Eberhard Schrader, citado en Brown–Driver–Briggs, consideró que el nombre en acadio era Sīnuballit, del nombre del dios de luna sumerio Sīn significado "Sīn ha engendrado."
El nombre del dios Sīn en el contexto del nombre de Sambalat ha sido desde entonces erróneamente confundido con el no relacionado sustantivo inglés "sin" (pecado) en algunos comentarios populares sobre Nehemías. Otros comentaristas más tempranos a veces habían tomado Sambalat como siendo un rango militar más que un nombre.

## Narrativa bíblica

### Nehemías
Es conocido por el Libro de Nehemías, el cual le lanza como uno de los adversarios en jefe del gobernador judío Nehemías durante el último de sus esfuerzos para reconstruir las paredes de Jerusalén y llevar a cabo sus reformas entre los judíos. En tradición judía, se le apellida "el horonita," (otro posible "el harranita") y estuvo asociado con Tobías el amonita y Guesem el árabe. Su casa estaba evidentemente en Samaria.
Según Nehemías, cuándo él y su escolta llegaron a Jerusalén, su regreso despertó la enemistad de Sambalat y sus aliados. Estaban agraviados de que el bienestar de los judíos debiera ser fomentado. Cuándo Nehemías de hecho reveló su intención de construir las paredes de Jerusalén le rieron a desdén, y dijeron, "¿Se rebelará contra el rey?" Nehemías se molestó de su insinuación, y les dijo que no tenían deberes en Jerusalén, ni cualquier interés en sus asuntos. Apenas Sambalat y sus asociados oyeron que Nehemías y los judíos estaban de hecho construyendo las paredes, se enojaron; y Sambalat dirigió el ejército de Samaria con una desdeñosa referencia a "estos débiles judíos." Tobías le apaciguó diciéndole que un zorro (o un chacal) que escalara en la pared que estaban construyendo lo rompería abajo. Nehemías y sus constructores, los judíos, enérgicamente se dieron prisa al trabajo, mientras Sambalat y sus asociados organizaron sus fuerzas para luchar contra Jerusalén. Nehemías se preparó para conocer la oposición y continuó el trabajo en las paredes. En cinco ocasiones diferentes Sambalat y su confederados desafiaron a Nehemías y los judíos para quedar para parlamentar en la llanura de Ono. Nehemías era igual a la emergencia y atendió estrictamente a su trabajo. Entonces Sambalat, con judíos en Jerusalén que eran su confederados, intentaron entrampar a Nehemías en el Templo; pero el plan falló. Los aliados judíos de Sambalat, aun así, mantuvieron a Sambalat y Tobías informados sobre el progreso del trabajo en Jerusalén. Con la mano del Señor sobre Nehemías junto con la política preventiva de Nehemías y su sagacidad,  esté mantuvo fuera de las manos de estos vecinos-enemigos. En sus reformas, tan eficazmente llevadas a cabo, descubrió que uno de los nietos del Sumo Sacerdote actual Eliashib se había casado con una hija de dicho Sambalat, y era así yerno del enemigo en jefe de los judíos. Nehemías también encontró que Eliashib había arrendado los trasteros del templo a Tobías, por ello privando a los levitas de su participación de las ofrendas en ausencia de Nehemías. El Sumo Sacerdote (y/o posiblemente su hijo Jehoida y el nieto anónimo) fue conducido fuera de Jerusalén sobre la base de que había profanado el sacerdocio (Nehemías 13:28).

### Zacarías
Se ha sugerido que las negociaciones empresariales de Sambalat con los descendientes del Sumo Sacerdote Josué, en particular con el nieto de Josué, el entonces Sumo Sacerdote Eliashib, y con el bisnieto de Josué quién había prometido a su hijo con una hija de Sambalat, puede formar parte del contexto para la "visión" de Josué en un tribunal celestial entre el ángel del Señor y Satán en el Libro de Zacarías. Esta conexión entre matrimonios sacerdotales con los samaritanos y la familia de Sambalat en Nehemías 13:28 con la "ropa sucia" de Josué en Zacarías 3 fue propuesta primero por Rav Papa (300–375) y en círculos cristianos por San Jerónimo. Es también notado por los comentaristas judíos medievales David Kimhi, Rashi y Moses ibn Ezra, aunque ibn Ezra después de considerar la conexión la rechaza.

## Josefo
Josefo (Antigüedades xi. 7, § 2.) coloca a Sambalat más tarde en la historia persa, durante el reinado de Darío III (336–331 a. C.). Probablemente confundió a este Sambalat con uno de sus sucesores, posiblemente Sambalat II o Sambalat III. El relato de Josefo es probablemente una cuenta tradicional del origen del Templo Samaritano en el Monte Guerizín. Josefo registra el matrimonio de Manasés y la hija de Sambalat de Nehemías 13:28 como verdaderamente habiendo tenido lugar y causando la fundación del templo.

## Papiros de Elefantina
En los Papiros de Elefantina se dice que Sambalat tuvo dos hijos; Delaías, hijo de Sambalat y Selemías, hijo de Sambalat. Los judíos de Elefantina pidieron ayuda a los hijos de Sambalat para reconstruir el templo judío en Elefantina, el cual había sufrido menoscabo o destrucción por alborotadores.

## Estudios modernos
Según Magen (2007) parece que él había sido el vástago de una familia samaritana veterana del remanente israelita originado en Horon, quizás para ser identificado con el pueblo de Huwara en el pie de Monte Guerizín.
Según la reconstrucción de Yitzakh Magen, fue el comandante de una fuerza de guarnición que se presentó para ser nombrado gobernador de Samaria, el primero de los israelitas en conseguir este rango, en algún momento con anterioridad al regreso de Nehemías del exilio, y su llegada en Judea en 444 a. C. Para unir Samaria y sus poblaciones, pensó que un sitio sagrado era necesario. El sacerdocio levita había emigrado a Judea, y los sacerdotes de Baal eran idólatras, así que escogió por tradición al Monte Guerizín, sobre cuyo sitio escogió a un Sumo Sacerdote de una familia noble en Jerusalén, un nieto de Eliashib, a presidir, y a quien dé su hija propia en matrimonio. Estableció un templo a YHWH en el Monte Guerizín, donde sus propios descendientes, nacidos de sangre sacerdotal, podría ejercer su ministerio. Josefo describe su construcción del templo samaritano y dice que estaba basado en una copia del Templo de Jerusalén. También relata que muchos israelitas casados con samaritanos se fueron a Samaria, causando mucho desconcierto en Jerusalén.